# Transtympanacris yajiangensis
Transtympanacris yajiangensis är en insektsart som beskrevs av Zheng, Z. 1995. Transtympanacris yajiangensis ingår i släktet Transtympanacris och familjen gräshoppor. Inga underarter finns listade i Catalogue of Life.